# Chřešťovice (hradiště)
Chřešťovice jsou pravěké a snad i raně středověké hradiště severně od stejnojmenné vesnice u Albrechtic nad Vltavou v okrese Písek v Jihočeském kraji. Nachází se na návrší nad levým břehem Vltavy, resp. vodní nádrže Orlík, u jejího soutoku s Chřešťovickým potokem v místech, kde stojí kostel svatého Jana Křtitele. Pozůstatky hradiště jsou chráněny jako kulturní památka.

## Historie
Archeologický výzkum na hradišti v letech 1928–1929 vedl Bedřich Dubský a později v období 1959–1961 Antonín Beneš, který se zaměřil na předpolí hradiště. Ani jeden výzkum se však nezabýval opevněním, a doba jeho vzniku je proto pouze hypotetická. Předpokládá se, že první fáze opevnění vznikla na počátku střední doby bronzové (mohylové kultury) a další fáze následovala v pozdní době bronzové, kdy byla lokalita osídlena příslušníky kultur popelnicových polí a knovízské kultury. Menší množství archeologických nálezů pochází také z doby halštatské a doby hradištní. Během ní na návrší existovalo pohřebiště a snad i předchůdce gotického kostela svatého Jana Křtitele.
Mimo keramiku doby bronzové byla na hradišti nalezena bronzová jehlice ervěnického typu a brousek.

## Stavební podoba
Jedinou dochovanou částí hradiště je dvojitý val a příkop na severozápadní straně. Vnější val je dlouhý osmdesát metrů, výška dosahuje až 1,5 metru a šířka pět metrů. Vnitřní val se zachoval v délce asi padesáti metrů, výška měří 1,5–2 metry a šířka se pohybuje od dvanácti do patnácti metrů. Vede asi šedesát metrů pod hranou ostrožny. Val prozkoumaný Bedřichem Dubským byl navršen z kamene a hlíny a bylo na něm patrné lícování kamenů.
Plocha ostrožny se nachází v nadmořské výšce asi 400 metrů a měří přibližně dva hektary. Původní převýšení nad údolním dnem bývalo asi osmdesát metrů, ale většina z něj je skryta pod hladinou vodní nádrže. Na západní straně tak zcela zaniklo opevnění, které chránilo pozvolnější svah údolí Chřešťovického potoka a kde se údajně nacházela jedna z bran. Nejsnadnější přístup na ostrožnu vede od jihu a přístupová šíje je v nejužším místě pouze sedm metrů široká. Hradiště zde chránily tři příčné valy dlouhé sedm, 28 a čtyřicet metrů. Všechny tři téměř beze stop zanikly. Areál hradiště mohl být, nejspíše v mladší stavební fázi, rozdělen na akropoli a předhradí.